# Fernando Tissone
Fernando Damián Tissone Rodrigues (Quilmes, província de Buenos Aires, 24 de juliol de 1986) és un futbolista professional argentí que juga com a migcampista.